# یواس‌سی‌جی‌سی اسکانابا (دبلیوام‌ئی‌سی-۹۰۷)
یواس‌سی‌جی‌سی اسکانابا (دبلیوام‌ئی‌سی-۹۰۷) (به انگلیسی: USCGC Escanaba (WMEC-907)) یک کشتی بود که طول آن ۲۷۰ فوت (۸۲ متر) بود. این کشتی در سال ۱۹۸۵ ساخته شد.